# Банась, Ян
Ян Банась (пол. Jan Banaś; род. 29 марта 1943, Берлин) — польский футболист, нападающий.

## Карьера

### Клубная карьера
Во взрослом футболе дебютировал в 1962 году в клубе «Полония» (Бытом), за который отыграл первые семь сезонов своей игровой карьеры.
В 1969 году перешёл в клуб «Гурник» (Забже), за который выступал на протяжении следующих шести сезонов. Вместе с командой в сезонах 1970/71 и 1971/72 становился чемпионом Польши, а также трижды выигрывал Кубок Польши.
С 1975 по 1976 год выступал за клубы «Висла» (Чикаго), «Полония» (Чикаго), «Иглз» и «Атлетико Эспаньол», но нигде долго не задерживался. Завершил карьеру футболиста в 1976 году.

### Карьера в сборной
В 1964 году дебютировал в официальных матчах в составе национальной сборной Польши. Всего в составе сборной принял участие в 31 матче, забив семь голов.

### Тренерская карьера
В 2007 году Банась занимал пост главного тренера клуба «Шомберки».

## Достижения
«Гурник» (Забже)
- Чемпион Польши: 1970/71, 1971/72
- Обладатель Кубка Польши: 1969/70, 1970/71, 1971/72